# Saint Kitts e Nevis ai Giochi olimpici
Saint Kitts e Nevis ha partecipato per la prima volta ai Giochi olimpici nel 1996.
Gli atleti nevisiani non hanno mai vinto medaglie ai Giochi olimpici estivi, mentre non hanno mai partecipato ai Giochi olimpici invernali.
Il Comitato Olimpico di Saint Kitts e Nevis, creato nel 1986, venne riconosciuto dal CIO nel 1993.

## Medaglieri

### Medaglie alle Olimpiadi estive
| Giochi       | Oro | Argento | Bronzo | Totale |
| ------------ | --- | ------- | ------ | ------ |
| 1996 Atlanta | 0   | 0       | 0      | 0      |
| 2000 Sydney  | 0   | 0       | 0      | 0      |
| 2004 Atene   | 0   | 0       | 0      | 0      |
| 2008 Pechino | 0   | 0       | 0      | 0      |
| 2012 Londra  | 0   | 0       | 0      | 0      |
| 2016 Rio     | 0   | 0       | 0      | 0      |
| 2020 Tokyo   | 0   | 0       | 0      | 0      |
| 2024 Parigi  | 0   | 0       | 0      | 0      |
| Totale       | 0   | 0       | 0      | 0      |